# CONTOUR

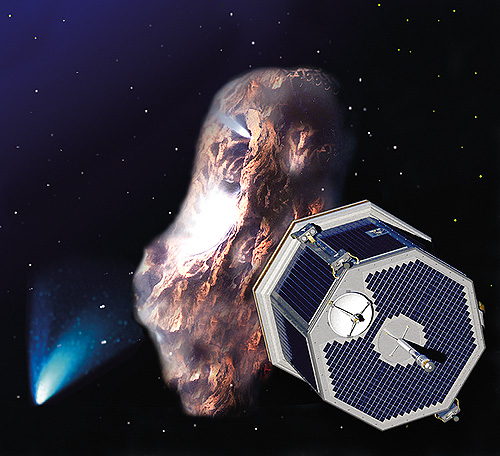
CONTOUR в уяві художника

CONTOUR — автоматична міжпланетна станція NASA за програмою Discovery, яка зазнала аварії невдовзі після запуску у липні 2002 року. Головною метою були близький обліт ядер двох комет з можливим прольотом третьої відомої комети або поки що не відкритої. Дві заплановані комети — це комета Енке і 73P/Швассмана — Вахмана і третя — 6P/д'Арре. Була надія, що нова комета буде відкрита у зовнішній частині Сонячної системи між 2006 і 2008 роками, тому траєкторія може бути змінена для подорожі з новою кометою. Наукові цілі включали фотографування ядра комет з роздільною здатністю 4 м, і фіксування спектральної складової ядер комет з роздільною здатністю 100 м і отримання детальної компонентної інформації з газів і пилу довкола ядра комет з метою доповнити дані щодо ядер.
Після того як твердопаливний ракетний двигун вивів КА на геліоцентричну орбіту 15 серпня 2002 року, контакт з апаратом був втрачений. Наземні телескопи пізніше знайшли три об'єкти на маршруті КА, що призводить до думки, що апарат вийшов з ладу. Спроби зв'язатись з апаратом були полишені 20 грудня 2002 року. Космічний апарат не досяг жодної з наукових цілей, але довів життєздатність ряду космічних технологій.

## Космічний апарат

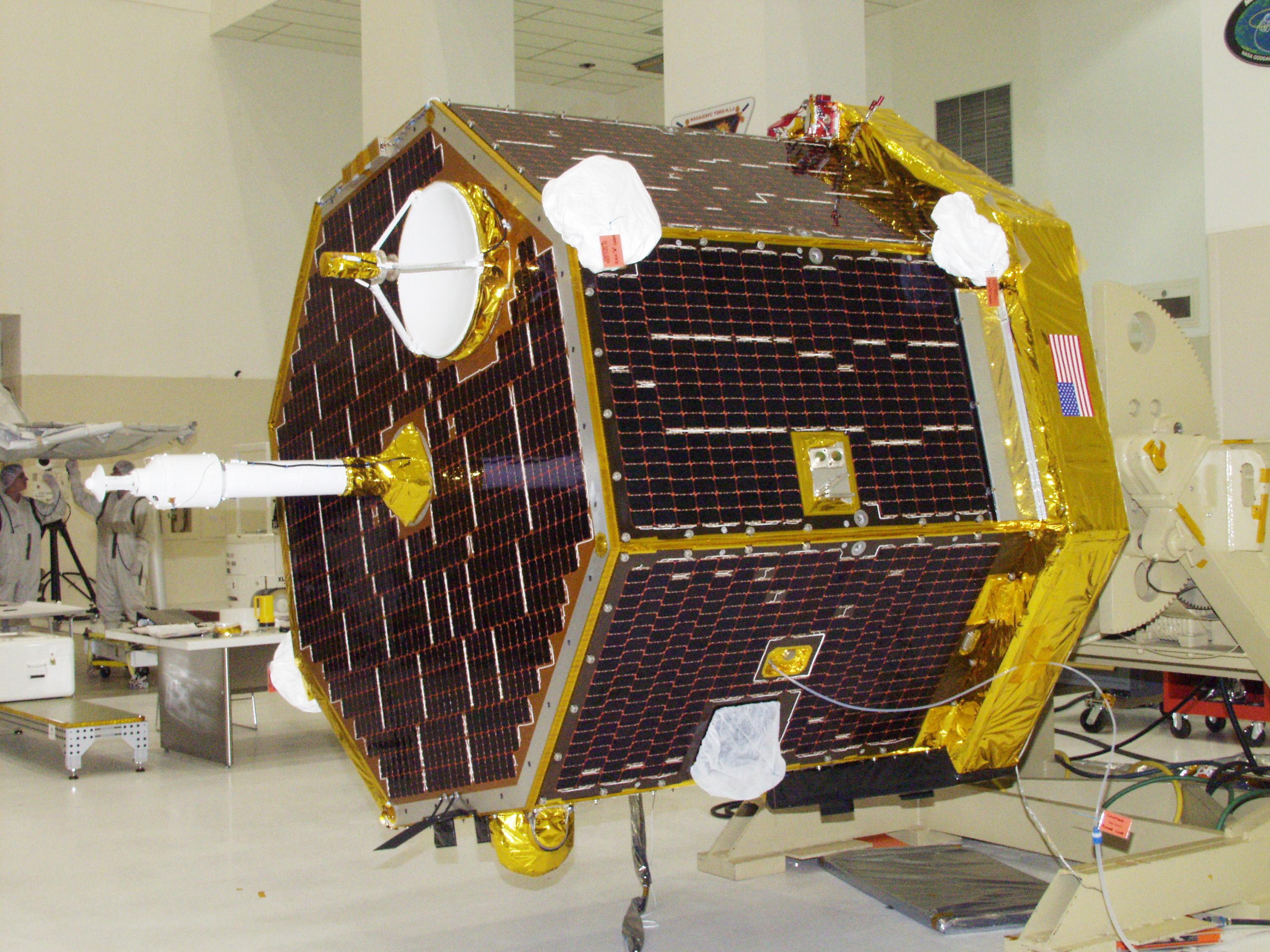
CONTOUR у Космічному центрі імені Кеннеді у травні 2002, готується до запуску.

### Конструкція
CONTOUR був сконструйований в Університеті Джонса Гопкінса у лабораторії прикладної фізики. CONTOUR має форму восьмигранної призми з розмірами 2.1 м у висоту і 1.8 м у довжину, загальна маса під час запуску 398 кг, з прискорювачем — 377 кг, він був прикріплений до початку місії.
На апараті встановлений 25 см щит, схожий на той, який встановлений на Стардаст, на його передній поверхні закріплено 4 шари тканини і 7 шарів кевлару. Щит був збудований з можливістю космічного апарата протистояти швидкості — 28.2 км/с під час перебування біля комет Енке і 73P/Швассмана — Вахмана, біля яких КА може піддатись бомбардуванню частинок з ядер комет. Не дивлячись на те, що науковці місії передбачили, що космічний апарат не отримає значних пошкоджень під час зближенням з двома названими кометами, щит і його прототип були протестовані, один з тестів включав щит з нейлону. Результати ранніх тестів дозволили спланувати необхідну безпечну відстань від КА до комет, які він пролетить. Три з чотирьох наукових інструментів на борту космічного апарата вкриті цим теплозахисним щитом.

### Підсистеми космічного корабля

#### Живлення
Апарат має живлення від сонячних панелей, які вбудовані в КА, вони генерують до 670 Ватт енергії. А нікель-кадмієвий акумулятор спроектований на 9 А/г також вмонтований у корпус КА, буде живити наукові інструменти у випадку, коли сонячні панелі не будуть працювати, або не будуть виробляти достатню кількість енергії.

### Наукове корисне навантаження
- CIDA

Аналізатор кометного пилу. (CIDA)
- CRISP

Камера-спектрограф (CRISP)
- CAI

Передня камера CONTOUR
- NGIMS

Нейтральний газовий спектрометр масси іона (NGIMS)

## Місія

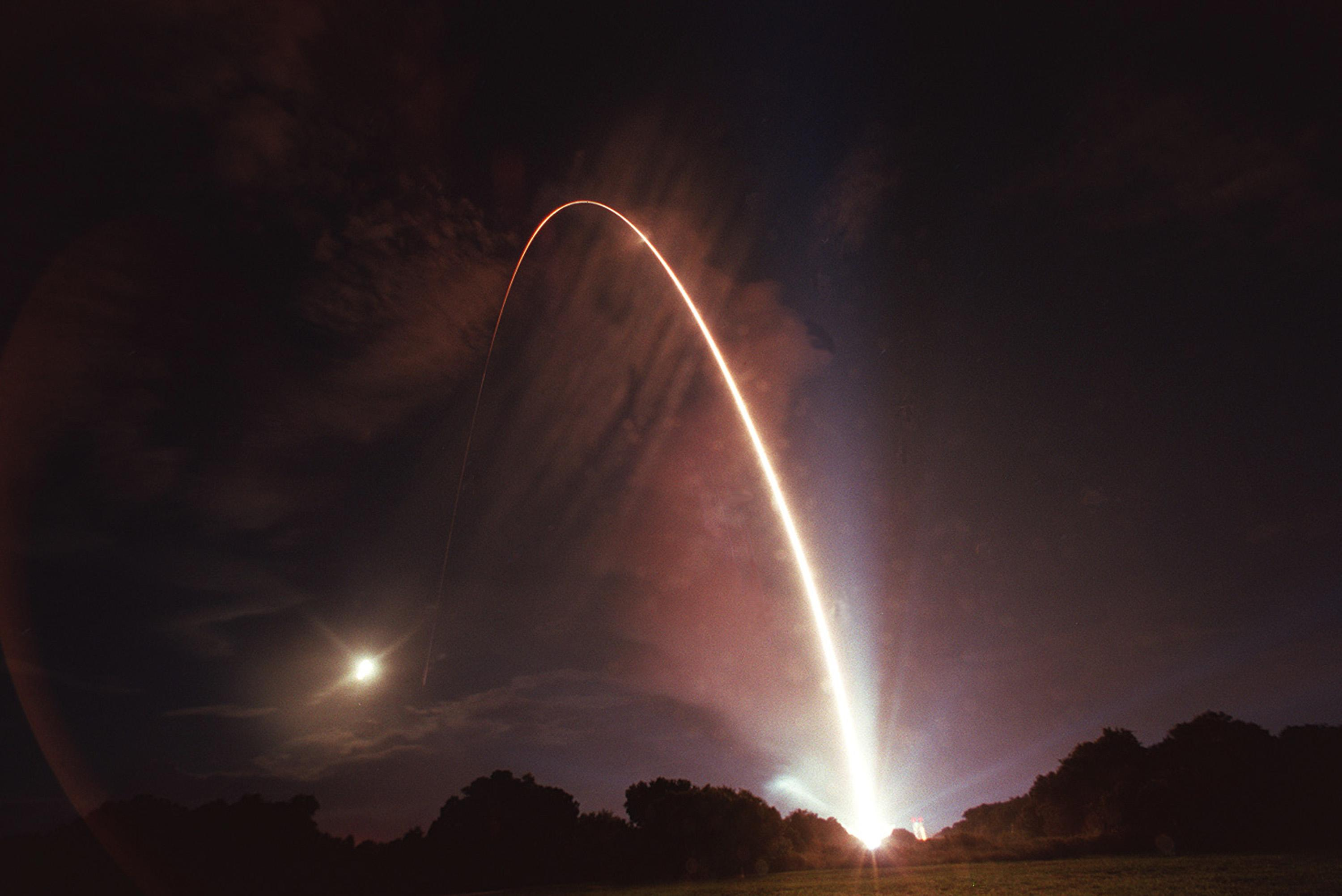
Уповільнена кінозйомка запуску CONTOUR з бази ВПС США на мисі Канаверал 3 липня 2002 року.

CONTOUR був запущений ракетою-носієм Дельта 7425 (Delta-2 — ракета легкого класу з чотирма твердопаливними прискорювачами і третім ступенем Star 27) 3 липня 2002 року 6:47:41 UT з бази ВПС США на мисі Канаверал. КА був запущений з високим апогеєм на Земну орбіту з періодом 5.5 днів. Після зміни орбіти, двигун твердопаливного прискорювача Star 30 був використаний для маневру 15 серпня 2002 року для виведення CONTOUR на необхідну орбіту для обльоту Землі у серпні 2003 року з прольотом комети Енке 12 листопада 2003, на відстані від 100 до 160 км і пролітною швидкістю 28.2 км/c, 1.07 а.е. від Сонця і 0.27 а.е. від Землі. Під час маневру у серпні 2002 року космічний апарат був втрачений. Апарат повинен був зробити ще три оберти навколо Землі, у серпні 2004, лютому 2005 і лютому 2006. 18 червня 2006 року CONTOUR повинен був би досягти комети 73P/Швассмана — Вахмана на швидкості 14 км/с, 0.95 а.е. від Сонця і 0.33 а.е. від Землі. Ще два прольоти Землі які відбулись би у 2007 і 2008 році, після яких КА досяг би комети 6P/д'Арре 16 серпня 2008 на швидкості 11.8 км/c — не відбулись також. Відстань до комети 6P/д'Арре була б 1.35 а.е. до Сонця і 0.36 а.е. до Землі. Всі прольоти повинні були відбутись на відстані 100 км і повинні були відбутись у період максимальної активності кожної комети. Після досягнення комети Енке, CONTOUR міг змінити траєторію по направленню до нової комети, якщо вона мала би необхідні параметри (активність, яскравість, більша за абсолютну зоряну величину 10, перигелій 1.5 а.е.)

## Розслідування невдачі
Відповідно до заяви NASA: «Комісія з розслідування прийшла до висновку, що імовірною причиною невдачі було руйнування конструкції космічного апарата через нагрів твердопаливного ракетного двигуна. Альтернативні менш ймовірні причини — це руйнування твердого ракетного двигуна, зіткнення з космічним сміттям і втрата динамічного управління космічним кораблем»

## Повторний політ
Після невдачі з CONTOUR, був запропонований КА CONTOUR 2, пропонувалось запустити його у 2006 році. Однак, це не було реалізовано.